# 杉並区立向陽中学校
杉並区立向陽中学校（すぎなみくりつ こうようちゅうがっこう）とは、東京都杉並区にある公立の中学校である。

## 概要
本校は1947年（昭和22年）に開校。開校当初は『杉並区立下髙中学校』という名称であり、1956年（昭和31年）4月1日を以て現在の校名に改めた。
本校の特色は地域連携が密なことであり、有志による学校支援本部が設けられ、様々な行事の支援や生徒活動の手助けなど状況に応じた活動が行われている。
また、本校を中心に地域住民の文化向上及び青少年健全育成に資する観点から、1975年頃に『向陽スポーツ文化クラブ』（KSCC）が旗揚げされ、スポーツや文化活動を中心としたサークルとして現在も継続している。
この他にもあらゆる協力団体や様々な人たちがボランティアという形で本校の活動を支援している。

## 沿革
- 1947年 - 本校を杉並区立下髙中学校として開校する。
- 1949年 - 現在地に校舎が竣工。
- 1950年 - 本校校歌を制定し、同年9月26日に発表する。
- 1956年 - 本校校名を現在の杉並区立向陽中学校と改める
- 2010年 - 校庭の緑地化を実施する。

## 校歌
1950年（昭和25年）制定で、秩父重剛（浪曲作家）が作詞を手掛け、須摩洋朔（陸上自衛隊中央音楽隊初代隊長）が作曲を手掛けた。

## 教育目標
- よく考える人
- たくましい人
- 思いやりのある人

## アクセス
- 京王電鉄
  - 京王線 桜上水駅 徒歩7分
  - 井の頭線 西永福駅 徒歩10分